# واژگونی اتوبوس دانشجویان واحد علوم تحقیقات دانشگاه آزاد تهران
واژگونی اتوبوس دانشجویان واحد علوم تحقیقات دانشگاه آزاد تهران (سرویس داخلی)، در تاریخ ۴ دی ماه ۱۳۹۷ منجر به کشته شدن ۱۰ نفر و ۲۸ نفر زخمی شد.

## شرح حادثه
ظهر روز ۴ دی ماه ۱۳۹۷ یک دستگاه اتوبوس دانشگاه علوم تحقیقات تهران که در حال انتقال دانشجویان بود، در اثر ترمز بریدن و برخورد شدید با پایه بتنی حاشیه جاده ۱۰ کشته و ۲۸ مصدوم برجای گذاشت. به گفته دانشجویانی که در این حادثه زنده مانده‌اند، اتوبوس نزدیک ایستگاه کتابخانه دانشگاه بعد از عبور از دست اندازی سرعتش بالا رفته و عدم کارکرد درست ترمز اتوبوس، دچار این تصادف شدید می‌شود اتوبوس‌های حمل و نقل دانشجویان «بعضاً مستهلک هستند و ایمنی درستی ندارند.» دانشجوی دیگری هم گفته بود که اتوبوس‌های این دانشگاه «همگی مستهلک هستند و تعداد آنها کافی نیست و بیشتر از ظرفیت و حدود ۶۰ تا ۷۰ نفر دانشجو را سوار می‌کنند.» در ابتدا مسئولان دانشگاه علت واژگونی اتوبوس را «سکته راننده» اعلام کردند که بلافاصله از سوی مسئولان اورژانس تهران و دانشجویان بازمانده از این حادثه رد شد.

## اعتراضات
دانشجویان دانشگاه آزاد اسلامی تهران در اعتراض به واژگونی اتوبوس این دانشگاه خواستار استعفای علی اکبر ولایتی، رئیس هیئت امنای این دانشگاه و محمدمهدی طهرانچی، رئیس آن شدند. آنها طی روزهای ۸ و ۹ دیماه با تجمع مقابل دانشگاه خواستار پاسخگوی مسئولان دانشگاه شده و شعارهای اعتراضی سر دادند. تعدادی از بستگان قربانیان این حادثه در این تجمع شرکت کرده و سخنرانی کردند.
روز ۱۰ دیماه دانشجویان اعتراض خود را به میدان انقلاب تهران کشاندند و جمعی از مردم نیز به آنها پیوسته و شعارهای ضد حکومتی سر دادند. نیروی انتظامی برای متفرق کردن جمعیت از گاز اشک آور استفاده کرد.

## مرگ و میر در جاده‌ها
ایران با داشتن حدود ۱۷۰۰۰ کشته در سال بر اثر حوادث جاده ای یکی از بدترین سابقه ترافیکی جهان را داراست. بر اساس گزارش منتشر شده توسط بیمه مرکزی ایران، این کشور در میان ۱۹۰ کشور جهان، بالاترین نرخ مرگ و میر در جاده‌ها را پس از کشور سیرالئون دارد.